# Bulbostylis floccosa
Bulbostylis floccosa là một loài thực vật có hoa trong họ Cói. Loài này được (Griseb.) C.B.Clarke mô tả khoa học đầu tiên năm 1900.